# Neocteniza coylei
Neocteniza coylei là một loài nhện trong họ Idiopidae.
Loài này thuộc chi Neocteniza. Neocteniza coylei được Pablo A. Goloboff & Norman I. Platnick miêu tả năm 1992.